# That's the Way (My Love Is)
That's the Way (My Love Is) è un singolo del gruppo musicale statunitense The Smashing Pumpkins, pubblicato nel 2007 come estratto dall'album Zeitgeist.

## Tracce
CD, Regno Unito
1. That's the Way (My Love Is) – 3:48
2. Stellar – 6:27
3. Daydream (Live) – 2:54

Durata totale: 13:09
7"/CD, USA
1. That's the Way (My Love Is) – 3:48
2. Daydream (Live) – 2:54

Durata totale: 6:42